# François Marie d'Aboville
François-Marie d'Aboville (Brest, 23 gennaio 1730 – Parigi, 1º novembre 1817) è stato un generale e nobile francese.
Combatté nella guerra per l'indipendenza americana delle Tredici colonie segnalandosi alla presa di Yorktown del 1781; tornato in Francia, nel marzo 1788, ricevette il grado di maresciallo di campo. Nel 1792 contribuì alla vittoria di Valmy e venne quindi nominato ispettore generale dell'artiglieria, introducendo nell'arma alcuni perfezionamenti. Nelle guerre napoleoniche ebbe solo comandi all'interno. Nel 1814, dopo esser passato ai Borboni, venne insignito, nella Restaurazione francese, del titolo onorifico di Pari di Francia.

## Biografia

### Origini e famiglia
François-Marie d'Aboville era membro di una famiglia nobilitata nel XV secolo ed originaria della Normandia che vantava diversi ufficiali militari. Bernardin d'Aboville, padre di François-Marie, fu commissario provinciale e comandante dell'artiglieria a Brest, dove per l'appunto François-Marie nacque il 23 gennaio 1730. Suo padre morì l'anno in cui nacque François-Marie ed il bambino venne poi allevato dallo zio, il cavaliere Julien d'Aboville, tenente generale, comandante in capo dell'artiglieria del maresciallo Maurizio di Sassonia. Fu quindi del tutto naturale che il giovane scegliesse la carriera militare e pertanto la sua carriera fu rapida.

### La carriera militare in Europa ed in America

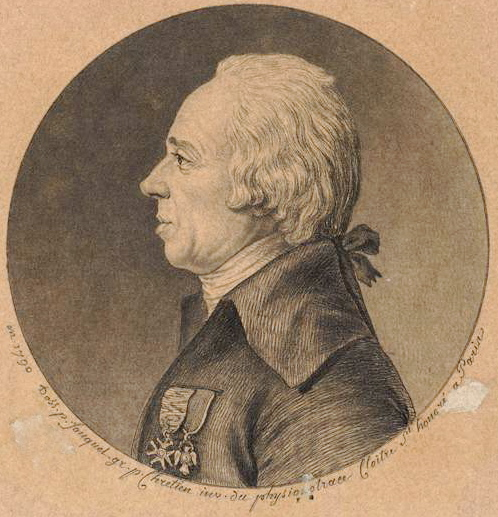
D'Aboville in un disegno del 1790 per la galleria dei ritratti della Society of the Cincinnati.

Grazie all'appoggio dello zio generale Julien d'Aboville, del quale divenne aiutante di campo, François-Marie d'Aboville entrò nell'esercito francese ed all'età di 17 anni prese parte alla battaglia di Fontenoy dell'11 maggio 1745 e poi alla battaglia di Lauffeld il 2 luglio 1747, nonché a numerosi assedi nelle Fiandre nell'ambito della guerra di successione austriaca.
Si distinse nuovamente nella guerra dei sette anni come sottoposto agli ordini del maresciallo d'Armentières, ebbe modo di eccellere in particolare all'assedio di Munster nel 1759, dopo il quale scalò i gradi dell'esercito sino a raggiungere quello di colonnello col quale prese parte ad una spedizione in nord America al fianco degli indipendentisti.
Durante la Guerra d'Indipendenza degli Stati Uniti, organizzò l'artiglieria del corpo di spedizione francese. Prese parte nel 1781 alla testa dell'artiglieria di Rochambeau alla battaglia di Yorktown. Partecipò quindi alle trattative per la resa ottenuta dagli inglesi che gli valse il riconoscimento degli americani e del generale britannico Cornwallis. Il talento dimostrato in tale circostanza, valsero al d'Aboville il grado di generale di brigata, la nomina a cavaliere dell'ordine di San Luigi e la decorazione della Society of the Cincinnati.

### La Rivoluzione francese
Promosso al grado di maresciallo di campo il 9 marzo 1788, nel 1789 fece parte dei membri del comitato militare riunitosi a Parigi, ammirato in particolare per le sue conoscenze ed esperienza belliche. Propose importanti riforme, come la riunione dell'artiglieria e dei genieri militari in un unico corpo, nonché la creazione del corpo dell'artiglieria a cavallo, in particolare mutuando molte idee già introdotte nell'esercito prussiano dal francese Frédéric Le Grand.
Quando nel giugno 1791 Luigi XVI tentò di sfuggire alla sorveglianza dell'Assemblea legislativa nazionale e venne arrestato a Varennes, d'Aboville inviò assicurazioni all'assemblea della sua devozione alla causa della Rivoluzione francese. Gli venne affidato il comando dell'artiglieria dell'Armée du Nord, sotto il comando generale di Rochambeau. Fu in questa veste che comandò nella battaglia di Valmy, sotto il comando del generale Kellermann, l'artiglieria che decise la vittoria nello scontro.
Dal 29 marzo 1793 al 28 aprile 1793 fu capo ad interim dell'Armata della Mosella.
Venne promosso dalla Convenzione Nazionale al grado di maggiore generale il 28 aprile 1793, ma ben presto riuscì ad attirare su di sé i sospetti della convenzione stessa. Richiamato a Soissons, vi fu imprigionato come nobile, insieme alla sua famiglia. Il colpo di stato del 9 Termidoro gli restituì la libertà.

### Il consolato ed il primo impero francese
Alla sua scarcerazione nel 1794, venne reintegrato in artiglieria col compito di ripristinare diverse roccaforti recuperate agli "imperiali" nei comuni di Valenciennes, Condé, Landrecies e Le Quesnoy. Ispezionò inoltre l'artiglieria francese presente in Belgio ed in Olanda ed al suo ritorno nella capitale francese venne nominato direttore dell'arsenale di Parigi nonché presidente del comitato centrale di artiglieria.
Dopo il 18 Brumaio, ottenne la carica di Primo Ispettore Generale di Artiglieria (equivalente a quella di Gran Maestro), che era stata soppressa dopo la morte di M. de Gribeauval nel 1789, dal primo console Napoleone Bonaparte. Il 14 settembre 1802 il generale venne nominato membro del Senato nelle file dei conservatori.
D'Aboville, divenuto vicepresidente del Senato all'inizio del 1803, ricevette quindi la missione di recarsi ad Alessandria, in Piemonte, per scortare papa Pio VII ed accompagnarlo a Parigi da Napoleone. Il 14 giugno 1804 venne nominato grand'ufficiale della Legion d'onore.
Nell'ottobre 1805 venne nominato comandante della guardia nazionale del Doubs e di altri due dipartimenti vicini. Governatore di Brest dal 26 marzo 1807, il 26 maggio 1808 venne creato conte dell'Impero francese.
Nel 1809 si recò in Belgio dove prese il comando di un'unità di riserva destinata al soccorso del porto di Anversa, assediato all'epoca dagli inglesi (Spedizione di Walcheren).
Il 3 aprile 1814 il conte d'Aboville espresse il proprio sostegno ai provvedimenti presi dal Senato francese ed in particolare alla caduta di Napoleone I, sostenendo il ritorno dei Borboni. Luigi XVIII di Francia lo ricompensò di questa fedeltà col titolo di conte pari di Francia e lo nominò poi commendatore dell'Ordine di San Luigi il 23 agosto successivo.
Pur con queste dichiarazioni filo-monarchiche, Napoleone scelse di riconfermarlo tra i pari di Francia il 2 giugno 1815, all'epoca dei cento giorni, pur non potendo partecipare alle varie sessioni d'incontro della carica a causa della sua salute malferma, com'ebbe a dire egli stesso in una lettera indirizzata al presidente dell'istituzione.

### La Restaurazione

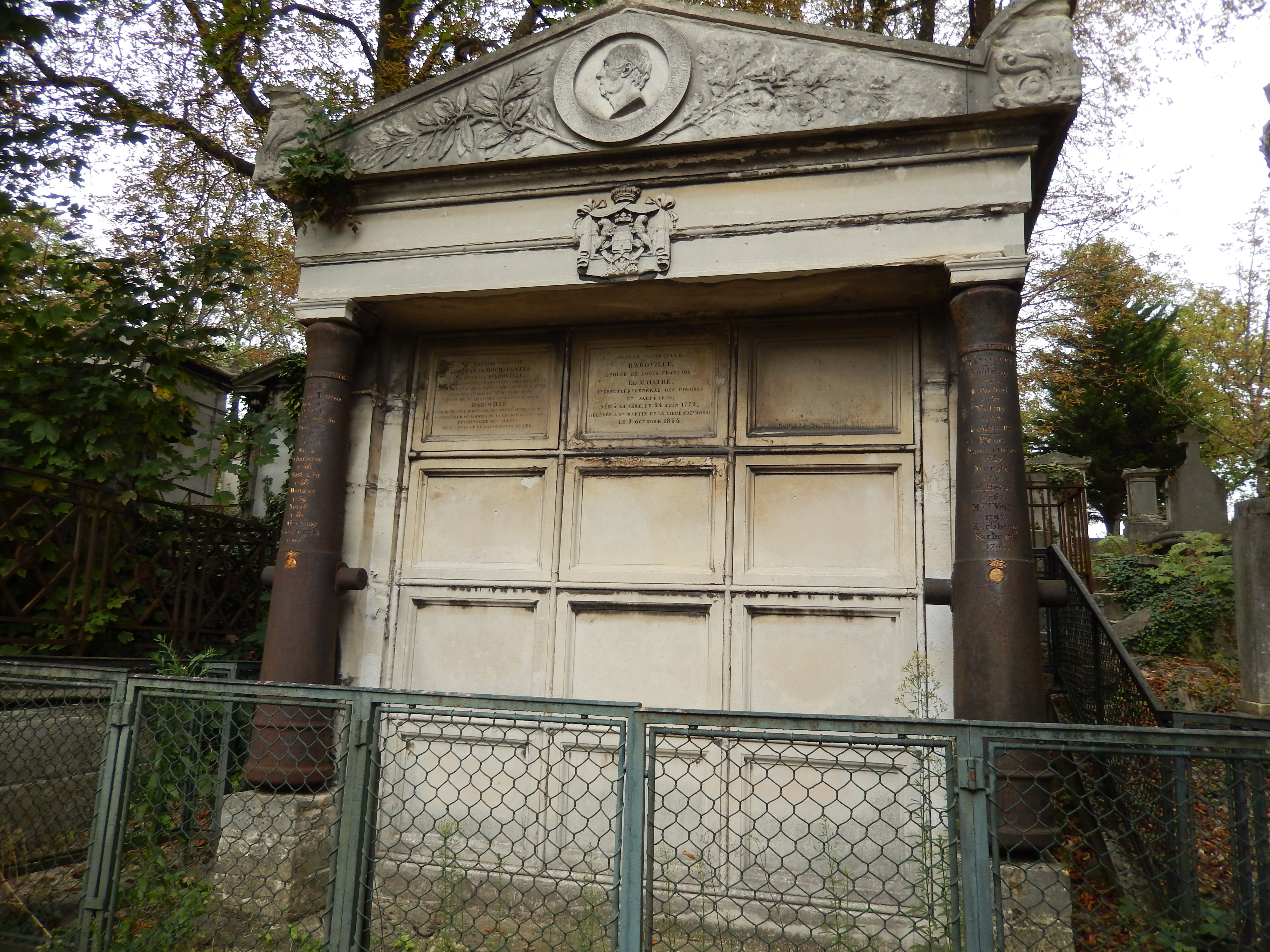
La tomba d'Aboville nel cimitero parigino di Père-Lachaise

La seconda Restaurazione francese, decise di escludere d'Aboville dall'elenco dei pari di Francia, in applicazione dell'ordinanza del 24 luglio 1815, ma appena un mese dopo (14 agosto) vi venne re-incluso.
François-Marie d'Aboville venne quindi nominato cavaliere di gran croce dell'Ordine di San Luigi il 24 agosto 1817. Morì il 1º novembre 1817 all'età di 87 anni, decano dei pari di Francia, a Parigi, e venne sepolto nel cimitero di Père-Lachaise.

## Araldica
|  |

|  |